# Zerihun Tadele
Bản mẫu:Patronymic name
Zerihun Tadele Derese (tiếng Amhara: ዘሪሁን ታደለ ደረሰ, sinh ngày 31 tháng 10 năm 1989) là một thủ môn bóng đá người Ethiopia hiện tại thi đấu cho Saint George FC ở Giải bóng đá ngoại hạng Ethiopia.

## Sự nghiệp quốc tế
Zerihun ra mắt cho Đội tuyển quốc gia Ethiopia trong trận đấu tại Vòng loại Cúp bóng đá châu Phi 2012 với Nigeria vào ngày 27 tháng 3 năm 2011, chứng kiến Ethiopia nhận thất bại 4-0. Trận đấu thứ hai của anh là giao hữu với Tanzania vào ngày 11 tháng 1 năm 2013.